# Cercospora nigellae
Cercospora nigellae är en svampart som beskrevs av Hollós 1910. Cercospora nigellae ingår i släktet Cercospora och familjen Mycosphaerellaceae.   Inga underarter finns listade i Catalogue of Life.